# Mescalero (Nou Mèxic)
Mescalero és una concentració de població designada pel cens dels Estats Units a l'estat de Nou Mèxic. Segons el cens del 2000 tenia 1.233 habitants.

## Demografia
Segons el cens del 2000, Mescalero tenia 1.233 habitants, 351 habitatges, i 280 famílies. La densitat de població era de 26,6 habitants per km².
Dels 351 habitatges en un 49,9% hi vivien nens de menys de 18 anys, en un 40,5% hi vivien parelles casades, en un 33,3% dones solteres, i en un 20,2% no eren unitats familiars. En el 16,2% dels habitatges hi vivien persones soles el 2,8% de les quals corresponia a persones de 65 anys o més que vivien soles. El nombre mitjà de persones vivint en cada habitatge era de 3,5 i el nombre mitjà de persones que vivien en cada família era de 3,88.
Per edats la població es repartia de la següent manera: un 38,4% tenia menys de 18 anys, un 12% entre 18 i 24, un 28,8% entre 25 i 44, un 16,3% de 45 a 60 i un 4,5% 65 anys o més.
L'edat mediana era de 25 anys. Per cada 100 dones de 18 o més anys hi havia 88,8 homes.
La renda mediana per habitatge era de 22.353 $ i la renda mediana per família de 22.969 $. Els homes tenien una renda mediana de 23.125 $ mentre que les dones 20.573 $. La renda per capita de la població era de 8.554 $. Aproximadament el 34,5% de les famílies i el 39% de la població estaven per davall del llindar de pobresa.

## Poblacions més properes
El següent diagrama mostra les poblacions més properes.